# Siège de Berg-op-Zoom (1622)
Pour les articles homonymes, voir Siège de Berg-op-Zoom.
Guerre de Quatre-Vingts Ans
Batailles
- Chronologie de la guerre de Quatre-Vingts Ans
- Valenciennes
- Austruweel
- Rheindalen
- Heiligerlee
- Jemmingen
- Jodoigne
- Brielle
- 1er Flessingue
- Malines
- Goes
- Mons
- Haarlem
- 2e Flessingue
- Borsele
- Zuiderzee
- Alkmaar
- Leyde
- Reimerswaal
- Mook
- Lillo
- Zierikzee
- 1er Anvers
- 1er Bréda
- Gembloux
- Rijmenam
- 1er Deventer
- Maastricht
- 2e Bréda
- Açores
- 2e Anvers
- 3e Anvers
- Boksum
- Zutphen
- 1er Berg-op-Zoom
- Gravelines
- 3e Bréda
- 2e Deventer
- Groningue
- Huy
- 1er Groenlo1
- 2e Groenlo
- Turnhout
- Nieuport
- Ostende
- L'Écluse
- 3e Groenlo
- Saint-Vincent
- Gibraltar
- Saint-Vincent (1621)
- 2e Berg-op-Zoom
- 4e Bréda
- 4e Groenlo
- Matanzas
- Bois-le-Duc
- Abrolhos
- Slaak
- Maastricht
- 5e Bréda
- Cabañas
- Calloo
- Les Downs
- Saint-Vincent (1641)
- Hulst
- Cavite

Le siège de Berg-op-Zoom, en 1622, est un épisode de la guerre de Quatre-Vingts Ans.
Le 18 juillet 1622, le général espagnol Ambrogio Spinola met le siège devant la ville néerlandaise de Berg-op-Zoom. Les Espagnols doivent lever le siège le 2 octobre, en raison des constructions défensives récentes et de l'intervention du stathouder Maurice de Nassau, prince d'Orange.

## Contexte
En 1588, le premier siège de Berg-op-Zoom, dirigé par Alexandre Farnèse, duc de Parme, s'était conclu par un échec espagnol grâce à l'arrivée de Maurice de Nassau. Le général espagnol Ambrogio Spinola arrive aux Pays-Bas en 1600. C'est lui qui dirigera la bataille.

## Siège
Lorsque Spinola cherche à prendre la ville en 1621, la population est divisée. La majorité protestante organise la défense, mais la population catholique désire ouvrir les portes aux Espagnols.

## Postérité
La chanson Merck toch hoe sterck (nl) fait référence au siège de la ville. Sa genèse vient d'une correspondance entre Adriaen Valerius de Veere et un administrateur de la ville